# Amor de Dom Perlimplim com Belisa em Seu Jardim
Amor de Dom Perlimplim com Belisa em seu Jardim (em espanhol: Amores de Don Perlimplín con Belisa en su Jardín) é uma peça de teatro escrita pelo dramaturgo espanhol Federico García Lorca em 1928. A peça estreou 1933 em Madrid.

## Sinopse
A criada Marcolfa, pretende-se livrar do seu amor Dom Perlimplim, assim como a Mãe de Belisa que também se quer ver livre da filha, e assim nasce um casamento de interesse.
Embora, Belisa seja nova, ardente e maliciosa, enquanto Perlimplim se contentara com os livros: apesar da idade, é inexperiente com as mulheres.
Esta peça de Lorca, que no início se assemelha a uma comédia ao gosto popular, transforma-se progressivamente numa tragédia, quer no conteúdo, quer na forma.
Apresenta-se a dificuldade de compreensão de dois universos, o masculino e o feminino, que de maneira sintética e lúcida é aqui posta em prática, num registo, onde a poesia e a música são parte integrante da trama teatral.
Lorca exige com este texto, muita sensibilidade e disponibilidade, porque o tema é mais sugerido do que representado.